# 自由論壇
自由論壇（德語：Liberales Forum, LiF）是奧地利一個古典自由主義的小黨。本黨現任黨主席為Angelika Mlinar，本黨也為國際自由聯盟和歐洲自由民主改革黨的成員。

## 外部連結
- 官方網站